# Jean Vincent Félix Lamouroux
Jean Vincent Félix Lamouroux (Agen, 3 maggio 1779 – Caen, 26 marzo 1825) è stato un botanico e zoologo francese.
Uno dei suoi principali campi di interesse è stato la biologia marina, in particolare lo studio delle alghe, degli idrozoi e degli antozoi. A lui si deve la suddivisione, tuttora accettata, in alghe verdi, alghe brune e alghe rosse.

## Alcune opere
- Dissertations sur plusieurs espèces de fucus, peu connues ou nouvelles, avec leur description en Latin et en Français OCLC 287240318 (1805)
- Histoire des Polypiers coralligènes flexibles, vulgairement nommés Zoophytes (1816)
- Exposition méthodique des genres de l'ordre des polypiers  (1821)
- 'Résumé d'un cours élémentaire de Géographie physique (1821) OCLC 422305533